# بخش سادرهامن
بخش سادرهامن (به سوئدی: Söderhamns kommun) یک ناحیه شهری در سوئد است که در شهرستان یولبوری واقع شده‌است.

## خواهرخوانده
شهر Pietarsaari خواهرخواندهٔ بخش سادرهامن هست.